# Reprezentacja Niemiec w fistballu mężczyzn
Reprezentacja Niemiec w fistballu – zespół fistballu, reprezentujący Republikę Federalną Niemiec w meczach i sportowych imprezach międzynarodowych, powoływany przez selekcjonera, w którym mogą występować wyłącznie zawodnicy posiadający obywatelstwo niemieckie. Za jego funkcjonowanie odpowiedzialna jest Deutsche Faustball-Liga (DFBL).

## Historia
W latach 50. XX wieku fistball był bardzo popularny w Niemczech. Mecze finałowe rozgrywane były na oczach nawet 10 000 widzów. W 1960 roku powstała Międzynarodowa Federacja Fistballu (IFA), jednym z współzałożycieli której byli Niemcy. Reprezentację Niemiec w fistballu mężczyzn stawała na podium we wszystkich 16 rozegranych dotychczas mistrzostwach świata, a łącznie została mistrzem świata 13 razy. Również 16 razy zdobywała zwycięstwo na mistrzostwach Europy. To sprawia, że Niemcy są narodem odnoszącym największe sukcesy w fistballu. Zdobywając tytuł mistrza świata w Mannheim w 2023 roku, niemiecka drużyna jest także obecnym posiadaczem tytułu.

## Selekcjonerzy
| Imię i nazwisko  | Okres pracy |
| ---------------- | ----------- |
| Klaus Eggers     | 1989–1995   |
| Harald Muckenfuß | 1996–1999   |
| Udo Schulz       | 2000–2005   |
| Olaf Neuenfeld   | 2006–       |

## Rozgrywki międzynarodowe

### Mistrzostwa świata
| Mistrzostwa świata | Mistrzostwa świata            |
| Gospodarz – Rok    | Wynik                         |
| ------------------ | ----------------------------- |
| Austria – 1968     | Mistrzostwo                   |
| Niemcy – 1972      | Mistrzostwo                   |
| Brazylia – 1976    | Mistrzostwo                   |
| Szwajcaria – 1979  | Mistrzostwo                   |
| Niemcy – 1982      | Mistrzostwo                   |
| Argentyna – 1986   | Mistrzostwo                   |
| Austria – 1990     | Mistrzostwo                   |
| Austria – 1992     | Mistrzostwo                   |
| Namibia – 1995     | Mistrzostwo                   |
| Szwajcaria – 1999  | II Miejsce                    |
| Brazylia – 2003    | II Miejsce                    |
| Niemcy – 2007      | III miejsce                   |
| Austria – 2011     | Mistrzostwo                   |
| Argentyna – 2015   | Mistrzostwo                   |
| Szwajcaria – 2019  | Mistrzostwo                   |
| Niemcy – 2023      | Mistrzostwo                   |
| Niemcy – 2027      |                               |
| Razem              | 16 z 16 turniejów – 13 mistrz |

### Mistrzostwa Europy
| Mistrzostwa Europy | Mistrzostwa Europy            |
| Gospodarz – Rok    | Wynik                         |
| ------------------ | ----------------------------- |
| Austria – 1965     | Mistrzostwo                   |
| Szwajcaria – 1970  | Mistrzostwo                   |
| Austria – 1974     | Mistrzostwo                   |
| Niemcy – 1978      | Mistrzostwo                   |
| Austria – 1981     | Mistrzostwo                   |
| Szwajcaria – 1984  | II Miejsce                    |
| Austria – 1988     | Mistrzostwo                   |
| Szwajcaria – 1991  | Mistrzostwo                   |
| Niemcy – 1994      | Mistrzostwo                   |
| Austria – 1996     | Mistrzostwo                   |
| Niemcy – 1998      | Mistrzostwo                   |
| Austria – 2000     | Mistrzostwo                   |
| Niemcy – 2002      | II Miejsce                    |
| Szwajcaria – 2004  | II Miejsce                    |
| Austria – 2006     | III Miejsce                   |
| Niemcy – 2008      | III Miejsce                   |
| Szwajcaria – 2010  | III Miejsce                   |
| Niemcy – 2012      | III Miejsce                   |
| Szwajcaria – 2014  | Mistrzostwo                   |
| Austria – 2016     | Mistrzostwo                   |
| Niemcy – 2018      | Mistrzostwo                   |
| Włochy – 2022      | Mistrzostwo                   |
| Szwajcaria – 2024  | Mistrzostwo                   |
| Dania – 2026       |                               |
| Razem              | 23 z 23 turniejów – 16 mistrz |

### World Games
| Fistball na World Games | Fistball na World Games      |
| Gospodarz – Rok         | Wynik                        |
| ----------------------- | ---------------------------- |
| London – 1985           | Mistrzostwo                  |
| Karlsruhe– 1989         | Mistrzostwo                  |
| Den Haag – 1993         | Mistrzostwo                  |
| Lahti – 1997            | Mistrzostwo                  |
| Akita – 2001            | III Miejsce                  |
| Duisburg – 2005         | III Miejsce                  |
| Kaohsiung – 2009        | IV Miejsce                   |
| Cali – 2013             | Mistrzostwo                  |
| Wrocław – 2017          | Mistrzostwo                  |
| Birmingham – 2022       | Mistrzostwo                  |
| Razem                   | 10 z 10 turniejów – 7 mistrz |